# XHXE-FM
XHXE-FM es una estación de radio comercial localizada en Santiago de Querétaro, Querétaro, México Transmite en los 92.7 MHz de la banda de Frecuencia Modulada con 10 kW de potencia. Actualmente se le conoce como La Mejor FM.

## Historia
Fundada en el año de 1966 y conocida como Radio Hit cuyo eslogan era "Ya estamos en órbita", esta estación se localizaba originalmente en el 1490 AM. Concesionada al Ing. Carlos Caballero con la razón social Radio XEXE S.A. de C.V. y afiliada a Grupo ACIR tuvo sus primeras instalaciones en la carretera Panamericana km 219.3 (actualmente el estacionamiento del Auditorio Josefa Ortiz de Domínguez). Siendo la cuarta estación de Radio instalada en la ciudad de Querétaro, su programación era variada en los géneros ranchero, grupero, tropical y rock en español e inglés, además de tener uno de los primeros noticieros de Querétaro conducido por Rafael Briseño López. Además integraba en su programación radionovelas como Felipe Reyes, Chucho el Roto, Kalimán y Una Flor en el Pantano. 
Para 1978 la XEXE cambia de nombre a Radio Capital 1490 cuyo eslogan era “Oigo Radio Capital” siendo operada ahora por Desarrollo Radiofónico y operando desde su edificio en Zaragoza N.º 15 poniente. Solo duró 2 años como Radio Capital ya que en 1980 regresa a ser afiliada de Grupo ACIR y fue conocida ahora como XEXE Radio ACIR con la novedad de ser la primera estación en transmitir las 24 horas del día.
En 1989 ya independiente de Grupo ACIR cambia sus instalaciones a la colonia los Molinos, la antena transmisora a la parte alta de la colonia El Marqués y regresa Radio Hit 1490 AM que comenzó a hacer algunas innovaciones como en 1990 con inicio de las transmisiones de las funciones de Lucha Libre desde la Arena Querétaro organizadas por don Carlos Maynez de la empresa Lucha Libre Internacional (Aquí fue transmitida la última visita del luchador francés André el Gigante a México) o la transmisión del programa de 3 en 3 (3 canciones de un mismo artista sin cortes comerciales) que se transmitía de las 20:00 a las 24:00. Su programación era música juvenil de moda como Menudo, Maná, Alejandro Sanz, entre otros y programas muy populares como Al compás del Rock. Fue en ese mismo 1990 cuando se mudan de instalaciones a la Avenida Corregidora.
El 19 de enero de 1994 cambió la potencia de transmisión de 1 a 2.5 kW y el 25 de febrero de 1995 a las 20:00 después de casi 29 años al aire llegó a su fin el 1490 AM debido a la incursión de nuevas emisoras en Amplitud Modulada. Así el domingo 26 de febrero de 1995 a las 6:00 nació XEXE La Super 1090 Radio Hit, una estación de música grupera.
En mayo de 1997 cambia nuevamente de instalaciones de Avenida Corregidora a Avenida Tecnológico Sur cambiando también su antena transmisora del Marqués a Ejido San Antonio de la Punta, integrándose a las pocas semanas a Organización Radio Fórmula y cambiando toda su programación por Radio Hablada. 
Desde el 23 de mayo de 2011 comenzó sus transmisiones en formato combo junto con la XHXE-FM 92.7 MHz, manteniendo el mismo formato de Radio Fórmula Querétaro. El 30 de septiembre de 2012 llega a su fin Radio Fórmula Querétaro, iniciando transmisiones el 1 de octubre de 2012 "Integra 92siete radio", voviendo de esta manera a ser una radiodifusora independiente.
En octubre de 2016, Íntegra 92 Siete dejó de emitir para reemplazar por "Kiss FM" con música en inglés de los años 80, 90 y actuales.
El 1 de septiembre del 2020, Kiss FM finaliza sus transmisiones para pasar al ser "La Mejor FM" con música del grupera y del regional mexicano.

## Formatos de la emisora
Estos son los nombres de algunos de los formatos con los que se ha conocido a la estación:
- XEXE Radio Hit 1490 AM (1966–1978)
- Radio Capital 14-90 (1978–1980)
- Radio ACIR (1980–1989)
- Radio Hit 14-90 (1989–1995)
- La Super 1090 (1995–1997)
- Radio Fórmula Querétaro Primera Cadena Nacional (1997–2012)
- Integra 92.7, con el lema: El Valor de tú Voz (2012–2016)
- Kiss FM 92.7, con el lema: Todo el Mundo Escucha Kiss FM (2016–2020)
- La Mejor FM 92.7, con el lema: ¡Aquí Nomás! (2020-presente)